# أميليا كولينز
أميليا إنجيلدر كولينز (27 أيار 1873 – 1 كانون الثاني 1962) كانت بهائية أمريكية بارزة من عائلة لوثرية. اعتنقت الدين البهائي في عام 1919. قدمت تبرعات كبيرة لعدة مشاريع بهائية في حيفا، فلسطين المحتلة، مثل بناء بيت الحجاج الغربي، وتطوير البنية التحتية لضريح الباب، ومبنى الأرشيف الدولي، بالإضافة إلى شراء الأرض من أجل بناء بيت العبادة البهائي المستقبلي على جبل الكرمل.
في عام 1951، قام شوقي أفندي بتعيينها يدًا للقضية ونائبة لرئيس المجلس البهائي الدولي.

## الروابط الخارجية
- أميليا كولينز على موقع فايند أغريف